# Сервий Корнелий Сулла (претор)
Се́рвий Корне́лий Су́лла (лат. Servius Cornelius Sulla; умер после 167 года до н. э.) — древнеримский политический деятель из патрицианского рода Корнелиев Сулл, в качестве претора в 175—174 годах до н. э. управлявший Сардинией.

## Биография
Сервий принадлежал к древнему разветвлённому патрицианскому роду Корнелиев; известно, что его отцом являлся Публий Корнелий Сулла Руф Сивилла.
Вероятно, в 175 году до н. э. Сервий назначался на должность претора Сардинии; позднее его полномочия были продлены и на 174 год до н. э. В 167 году до н. э. Сулла вошёл в состав децемвирата для устройства дел в завоёванной римлянами Македонии.
Возможно, у Сервия был сын того же имени, ставший впоследствии предком для участников заговора Катилины — Публия и Сервия.